# Filadelfský ústavní konvent

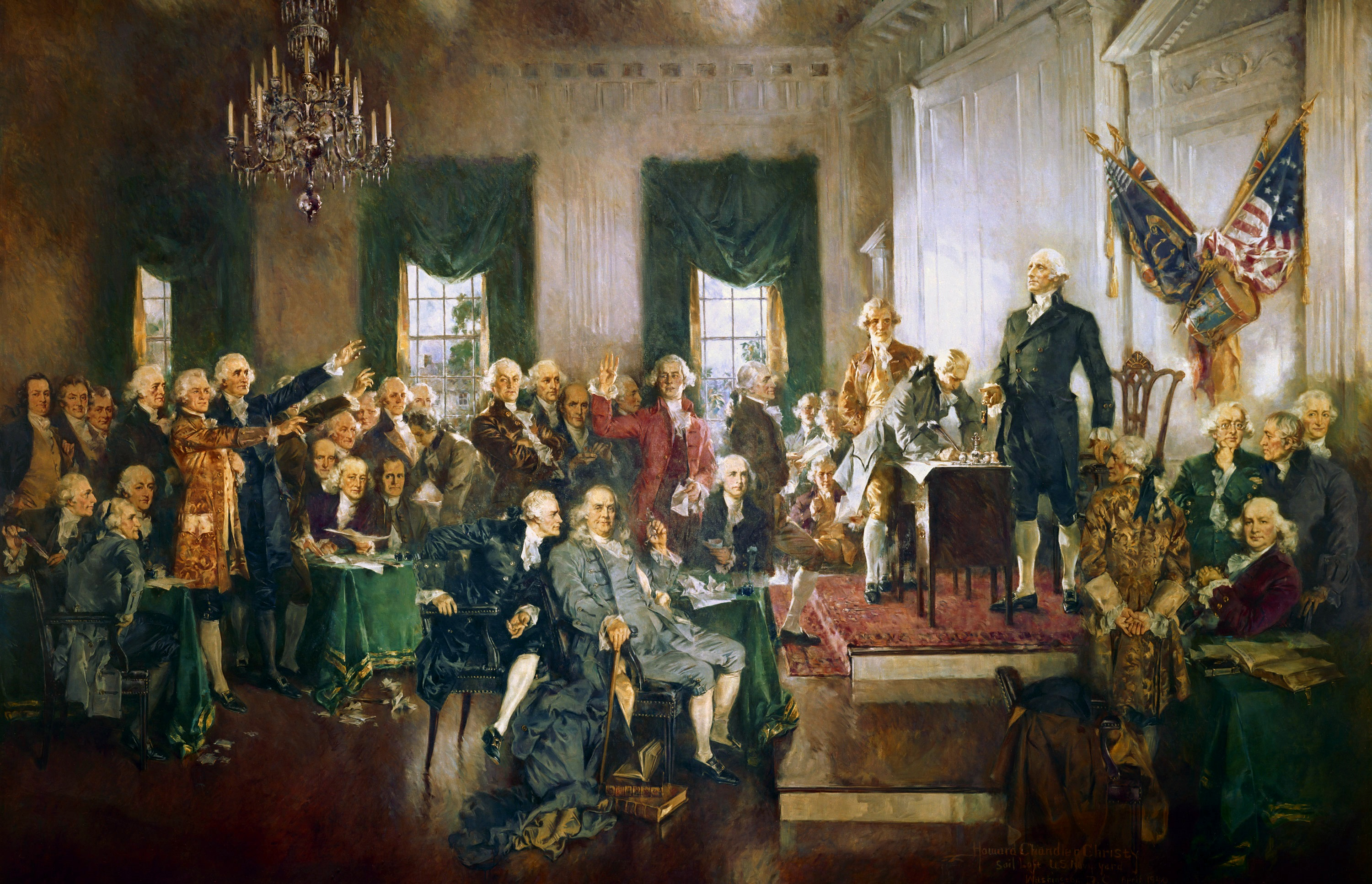
Filadelfskému ústavnímu konventu předsedal George Washington, pozdější prezident Spojených států.

Filadelfský ústavní konvent (ve Spojených státech často nazýván pouze jako Ústavní konvent či Federální konvent) bylo americké ústavodárné shromáždění, které zasedalo od 14. května do 17. září 1787 ve Filadelfii v Pensylvánii. Jeho účelem bylo řešení problémů týkajících se vládního systému ve Spojených státech amerických, fungujícího od získání nezávislosti na Velké Británii na základě tzv. Článků Konfederace a trvalé unie. Ačkoliv původním záměrem konventu bylo pouze revidovat zmíněné Články Konfederace, někteří významní delegáti, zejména James Madison a Alexander Hamilton, od počátku zamýšleli vytvořit zcela nový systém vlády. Prezidentem konventu delegáti zvolili George Washingtona. Konečným výsledkem konventu byla Ústava Spojených států amerických, čímž se zařadil mezi nejvýznamnější události v americké historii.

## Historie konventu (květen – září 1787)
Tohoto setkání se účastnilo 55 poslanců z dvanácti zúčastněných států, Rhode Island účast odmítl. Většina přítomných si uvědomovala, že posílení výkonné moci oproti současným článkům konfederace je bezpodmínečně nutné. Deset let od jejich schválení roku 1787 dostatečně ukázalo, že bez silnější centrální vlády nebude mít nově vzniklý stát proti ostatním mocnostem ve světě příliš mnoho šancí. To kolidovalo s obecnou nejistotou ohledně připravenosti obyvatel akceptovat centrální nárůst moci, ke které z minulosti byla velká nedůvěra.
Už od počátku vzniku Unie byl ve Článcích zřízen úřad prezidenta. Ten byl však spíše jakýmsi ceremoniářem Kongresu zúčastněných třinácti států. Navíc byl vždy volen pouze na jeden rok a nemohl tak reálně do politického dění osobně příliš zasáhnout. Veškerá reálná moc proto příslušela parlamentu. Podobně to bylo jako i v jednotlivých státech s úřady guvernérů (pouze v New Yorku a v Massachusetts byl guvernér volen přímo). Proto i na celostátní úrovni byla snaha o parlamentní vládu. Avšak její neschopnost jednat, finanční propad a krizová 80. léta 18. století a s tím hrozící rozpad Unie zásadně rozšířili volání po zásadní reformě. Základním pohledem na celý problém bylo odstranění příliš velké množství moci lokálních státních parlamentů a posílení federálních orgán, především exekutivy. Prakticky hned na začátku Filadelfského konventu byla zavržena možnost pouhé revize Článků konfederace a byl přijat plán virginské delegace o zahájení diskuze o zcela nové ústavě. V podstatě se jednalo o velmi chladnou úvahu delegátů, kteří vnímali ekonomicky rozvinutou Anglii, proti republikám typu Švýcarska a Nizozemí. Neomezovaná vláda většiny občanů už nebyla považována za preferovanou, ale snažili se o vytvoření principu dělby moci mezi tři základní pilíře. Těmi měli být: „král“, Horní a Dolní sněmovna. Tento model však v Novém světě komplikovala absence šlechtického stavu. Tradiční Horní sněmovnu mohla nahradit federální struktura Spojených států. Senát by tak fungoval jako zastupitelstvo jednotlivých států. Náhrada krále už byla složitější. Existovalo mnoho modelů. Například Hamiltonův návrh na doživotně voleného prezidenta, který neměl nejmenší šanci nebo jakési kolektivní řídící grémium, které by nejvíc vyhovovalo republikánským myšlenkám. Celou debatu velmi výrazně ovlivnil fakt, že mnoho delegátů už mělo jasnou představu o budoucím prezidentovi v osobě přítomného George Washingtona. I proto se nakonec návrh, aby se exekutiva sestávala z jediné osoby, většinově prosadil. Předpoklady, které by měl kandidát na tuto funkci splňovat, byly stanoveny bez větších sporů: minimální věk 35 let, občan, narozený ve Spojených státech nebo osoba, která byla Americkým občanem v době přijetí ústavy alespoň čtrnáct let. Tyto podmínky možná znějí velmi přísně, ale na druhou stranu nezazněly vůbec žádné nároky v oblasti majetku nebo náboženství, které byly v té době v mnoha jednotlivých státech zcela běžné. Za výkon prezidentského úřadu měla náležet peněžní náhrada, která vzala v úvahu jako samozřejmost náklady na soukromého tajemníka a další osobní spolupracovníky. Zatímco všechny předchozí principy byly schváleny celkem rychle, tak dlouhé měsíce trvala diskuze, jaké pravomoci prezidentskému úřadu přiznat. Velmi obtížné bylo také nalézt vhodný volební postup a také shodu na délce funkčního období. Ten se nakonec vyostřil do dvou návrhů: sedm let bez opětovné volby nebo čtyři roky s možností kandidovat znovu. K rozhodnutí pro druhou variantu přiměl delegáty argument k lepšímu zajištění proti zneužití moci a také to, že zákaz opakované kandidatury by svým způsobem ochromoval energii budoucího prezidenta. Pro způsob volby prezidenta se dlouho počítalo s hlasováním v Kongresu, protože všelidová volba byla delegáty zavržena hned v počátku jako příliš radikální. Také by byla příliš nevýhodná pro malé státy a pro státy otrokářské, kde bylo málo bílých voličů. Kongresové hlasování by bylo analogií ke jmenování guvernérů v jednotlivých státech jejich parlamenty. Během debat se však ukázalo, že na federální rovině by v takovém případě ve společných volbách ve Sněmovně reprezentantů a Senátu měli vždy převahu velké státy. To by bylo především díky poměrnému zastoupení jednotlivých států ve Sněmovně reprezentantů. Nepřímé volby prostřednictvím volitelů byl nakonec ústupek vůči malým státům a federativnímu principu uspořádání. Nemalým vývojem prošlo samotné hlasování volitelů, z nichž každý měl dva hlasy. K tomu se vázalo několik ustanovení: povinnost dát jeden hlas kandidátovi z jiného, než z vlastního státu, ale také, že se hlasy musí odevzdat v domovském státě a ne v hlavním městě. Silný důsledek měla zásada, že ke zvolení prezidenta je potřeba absolutní většiny hlasů. Mnoho delegátů tak předpokládalo, že k tomu dojde pouze zřídka a ve výsledku připadne hlasování Sněmovně reprezentantů. Dále návrh předpokládal, že při nerozhodných volbách ve sněmovně se bude hlasovat podle států, kde každý bude mít jeden hlas. V počátečním období nového státu se tato procedura opravdu několikrát uskutečnila. Ale silný systém dvou stran, který se nakonec etabloval, zabránil velkému tříštění hlasů. Jako vedlejší produkt všech těchto ustanovení vznikl vedlejší úřad prezidenta, se kterým se počítalo pouze jako náhradou prezidenta v důsledku smrti, zbavení úřadu, odstoupení nebo jiných příčin. Největším problémem bylo vybavení prezidenta odpovídajícími kompetencemi. Ty se ostatně v průběhu času měnily a byly častým zdrojem konfliktů a jejich výsledek byl závislý na politickém poměru sil a osobnosti samotného prezidenta.
Tím se v podstatě Filadelfský konvent vypořádal vztahem mezi jednotlivými státy a centrální vládou, což byl ale jen jeden z problémových okruhů. Dalším byla problematika zastoupení velkých a malých států v budoucím parlamentu, ale také rozpor mezi severními a jižními státy, který měl zárodek především v otázce otroctví.
Z praktického hlediska měla nová úprava největší efekt v hospodářské oblasti. Federální vláda měla získat právo na výběr daní a zavádění dovozního cla, regulovat obchod mezi státy a zahraničím. Jednotlivé státy už také nemohly vydávat papírové peníze či razit mince. Tak byl položen základ pro jednotný vnitřní trh a společnou hospodářskou a měnovou politikou. Ústava garantovala jednotlivým státům republikánskou formu vlády a její ochranu. Proto směla vláda udržovat armádu a námořnictvo a mohla ji v případě nutnosti použít proti nepokojům.
Vzájemný spor mezi severními a jižními státy spočíval v tom, že jižní státy se obávaly svého přehlasování v Kongresu kvůli malému počtu bílých obyvatel. Jejich delegáti chtěli proto zajistit, aby budoucí hospodářská politika brala ohledy na jižní plantážníky a farmáře závislé na exportu, a že se zbytek států nespojí, aby zakázal otroctví. Z počátku se severští delegáti rozhodli, že si jižní státy budou moci započítat pro své zastoupení ve spodní komoře nejen bílé obyvatele, ale i tři pětiny ostatních osob s výjimkou Indiánů (ústava se chtěla vyhnout pojmu otrok). Později však jižní státy začaly požadovat, aby všechny obchodní zákony vyžadovaly ke schválení dvou třetinovou většinu v obou komorách Kongresu. Ostatní delegace proto stáhly své ústupky zpět, protože se začaly obávat mocenské převahy Jihu. Nakonec se podařil tzv. Velký kompromis: „Sever svolil k použití třípětinové klauzule při výpočtu zastoupení a že Kongres nesmí zakázat dovoz otroků do roku 1808. Na oplátku se Jih na základě lepšího zastoupení uvolil platit více přímých daní a k tomu, že upustí od kvalifikovaných většin pro obchodní zákony.“
Konvent přijal konečný návrh dne 17. září 1787 a předložil jej Konfederačnímu kongresu. Závěrečného schválení se nezúčastnil již zmíněný Rhode Island, ale také chyběl New York. Svůj podpis odmítli připojit dva delegáti z Virginie a jeden z Massachusetts. To byly zárodky všeobecného opozičního hnutí proti výsledkům Konventu. Ten však s potížemi při ratifikaci ústavy počítal a tak nebyl potřeba jednohlasný souhlas všech států, ale k platnosti ústavy stačil souhlas devíti z nich. Mimo jiné neměli rozhodovat národní státy ani referenda, ale zvlášť volené ratifikační konventy, u kterých se předpokládala větší nestrannost a objektivita. Konfederační kongres předal návrh ústavy bez jakéhokoliv komentáře ke schválení jednotlivým státům na konci září roku 1787.